# Louncény Nabé
Pour les articles homonymes, voir Nabé.
Louncény Nabé né le 20 mars 1955 à Banko (Dabola), en république de Guinée.
Gouverneur de la Banque centrale de la république de Guinée de décembre 2010 à 2021.

## Biographie
Louncény Nabé est diplômé en sciences administratives de l’institut polytechnique de Conakry en 1980. Ensuite, en 1987, Il a obtenu un doctorat en sciences économiques de l’école supérieure des mines d’Ostrava, actuelle République tchèque. Plus tard, en 1991, il a suivi une formation en spécialisation bancaire au centre d’études financières, économiques et bancaires de l’agence française de développement (AFD).

## Parcours professionnel
Avant d’intégrer la Banque Centrale de la République de Guinée en mars 1989, il était conseiller formateur au centre national de perfectionnement à la gestion (CNPG). En 1996, il a assumé la fonction de directeur national du portefeuille et de la restructuration du secteur parapublic, au ministère de l’économie et des finances.
En 1998, il a été nommé Secrétaire Général du même ministère. Il a par la suite revenu à la BCRG où, entre 2002 et 2008, il a été successivement conseiller, contrôleur général, directeur général des services administratifs et juridiques. En septembre 2008, il a été nommé ministre des mines et de la géologie.
De décembre 2010 en 2021, il est gouverneur de la Banque Centrale de la République de Guinée.

## Poursuite judiciaire
Après le coup d'état du 5 septembre 2021, il est poursuivi par le parquet spécial près la cour de répression des infractions économiques et financières pour une affaire de trois tonnes 135 kilogrammes d’or. Le 22 aout 2022, il obtient une liberte sous caution.